# Sezonul de Formula 1 din 2010
Campionatul Mondial de Formula 1 din 2010 a fost cel de-al 64-lea sezon al curselor auto pentru mașinile de Formula 1, recunoscut de organismul de conducere al sportului internațional, Federația Internațională de Automobilism, ca fiind competiția de cea mai înaltă clasă pentru mașinile de curse. A inclus cea de-a 61-a ediție a Campionatului Mondial al Piloților, și a 53-a ediție a Campionatului Mondial al Constructorilor. Sezonul a fost disputat pe parcursul a nouăsprezece curse, începând în Bahrain pe 14 martie și terminându-se în Emiratele Arabe Unite pe 14 noiembrie. Sistemul de puncte a fost schimbat, 25 de puncte fiind acordate pentru primul loc, 18 pentru al doilea, 15 pentru al treilea, apoi 12, 10, 8, 6, 4, 2 și 1 pentru al patrulea până la al zecelea loc. Reglementările tehnice și sportive aplicate sezonului au făcut obiectul multor dezbateri. Acesta a fost ultimul sezon pentru Bridgestone ca furnizor unic de anvelope în Formula 1, deoarece compania a anunțat că nu își va reînnoi contractul la sfârșitul sezonului. După câteva luni de deliberare, Pirelli a fost aleasă ca furnizor de anvelope pentru sezonul 2011 la reuniunea Consiliului Mondial al Sporturilor cu Motor FIA de la Geneva, în iunie 2010.
Red Bull Racing și-a adjudecat primul Campionat al Constructorilor cu o finalizare 1–2 în Brazilia, în timp ce Sebastian Vettel de la Red Bull Racing a câștigat Campionatul Piloților după ce a obținut victoria în ultima cursă a sezonului la Abu Dhabi. Făcând acest lucru, Vettel a devenit cel mai tânăr campion mondial din istoria de 61 de ani a sportului. Victoria lui Vettel în campionat a venit după un final dramatic de sezon la Abu Dhabi, unde alți trei piloți ar fi putut câștiga, de asemenea, campionatul – coechipierul lui Vettel, Mark Webber, Fernando Alonso de la Ferrari și Lewis Hamilton de la McLaren.
Înainte de începerea sezonului, campionul la piloți din 2009, Jenson Button, s-a alăturat lui McLaren, în timp ce Campionul Constructorilor din 2009, Brawn GP, a fost cumpărat de producătorul german de autovehicule Mercedes-Benz și a fost redenumit Mercedes GP. Sezonul 2010 a văzut revenirea celui mai de succes pilot din istoria Formulei 1 la acel moment, cu septuplul campion mondial, Michael Schumacher, ieșind din retragere după o absență de trei ani din 2006.

## Piloții și echipele înscrise în campionat
Piloții și echipele următoare au fost incluse în sezonul din 2010 al campionatului. Odată cu retragerea BMW și Toyota din acest sport, diversitatea motoarelor din Formula 1 a scăzut la un nivel minim de 30 de ani, cu doar patru producători de motoare care alimentează întreaga grilă (Ferrari, Mercedes, Renault și Cosworth), cel mai scăzut din 1980. s-au alăturat grilei echipele: Mercedes, Lotus Racing, Virgin Racing și HRT. Echipele au concurat cu anvelopele furnizate de Bridgestone.
| Imagine           | Concurent                    | Constructor | Motor             | Șasiu   | Piloți      | Piloți             | Piloți       |
| ----------------- | ---------------------------- | ----------- | ----------------- | ------- | ----------- | ------------------ | ------------ |
| Imagine           | Concurent                    | Constructor | Motor             | Șasiu   | Nr.         | Numele pilotului   | Etape        |
| McLaren MP4-25    | Vodafone McLaren Mercedes    | McLaren     | Mercedes FO 108X  | MP4-25  | 1           | Jenson Button      | Toate        |
| McLaren MP4-25    | Vodafone McLaren Mercedes    | McLaren     | Mercedes FO 108X  | MP4-25  | 2           | Lewis Hamilton     | Toate        |
| Mercedes MGP W01  | Mercedes GP Petronas F1 Team | Mercedes GP | Mercedes FO 108X  | MGP W01 | 3           | Michael Schumacher | Toate        |
| Mercedes MGP W01  | Mercedes GP Petronas F1 Team | Mercedes GP | Mercedes FO 108X  | MGP W01 | 4           | Nico Rosberg       | Toate        |
| RBR RB6           | Red Bull Racing              | RBR         | Renault RS27-2010 | RB6     | 5           | Sebastian Vettel   | Toate        |
| RBR RB6           | Red Bull Racing              | RBR         | Renault RS27-2010 | RB6     | 6           | Mark Webber        | Toate        |
| Ferrari F10       | Scuderia Ferrari Marlboro    | Ferrari     | Ferrari 056       | F10     | 7           | Felipe Massa       | Toate        |
| Ferrari F10       | Scuderia Ferrari Marlboro    | Ferrari     | Ferrari 056       | F10     | 8           | Fernando Alonso    | Toate        |
| Williams FW32     | AT&T Williams                | Williams    | Cosworth CA2010   | FW32    | 9           | Rubens Barrichello | Toate        |
| Williams FW32     | AT&T Williams                | Williams    | Cosworth CA2010   | FW32    | 10          | Nico Hülkenberg    | Toate        |
| Renault R30       | Renault F1 Team              | Renault     | Renault RS27-2010 | R30     | 11          | Robert Kubica      | Toate        |
| Renault R30       | Renault F1 Team              | Renault     | Renault RS27-2010 | R30     | 12          | Vitali Petrov      | Toate        |
| Force India VJM03 | Force India F1 Team          | Force India | Mercedes FO 108X  | VJM03   | 14          | Adrian Sutil       | Toate        |
| Force India VJM03 | Force India F1 Team          | Force India | Mercedes FO 108X  | VJM03   | 15          | Vitantonio Liuzzi  | Toate        |
| STR STR5          | Scuderia Toro Rosso          | STR         | Ferrari 056       | STR5    | 16          | Sébastien Buemi    | Toate        |
| STR STR5          | Scuderia Toro Rosso          | STR         | Ferrari 056       | STR5    | 17          | Jaime Alguersuari  | Toate        |
| Lotus T127        | Lotus Racing                 | Lotus       | Cosworth CA2010   | T127    | 18          | Jarno Trulli       | Toate        |
| Lotus T127        | Lotus Racing                 | Lotus       | Cosworth CA2010   | T127    | 19          | Heikki Kovalainen  | Toate        |
| Hispania F110     | Hispania Racing F1 Team      | HRT         | Cosworth CA2010   | F110    | 20          | Karun Chandhok     | 1–10         |
| Hispania F110     | Hispania Racing F1 Team      | HRT         | Cosworth CA2010   | F110    | 20          | Christian Klien    | 15, 18–19    |
| Hispania F110     | Hispania Racing F1 Team      | HRT         | Cosworth CA2010   | F110    | 20          | Sakon Yamamoto     | 11–14, 16–17 |
| Hispania F110     | Hispania Racing F1 Team      | HRT         | Cosworth CA2010   | F110    | 21          | Sakon Yamamoto     | 10           |
| Hispania F110     | Hispania Racing F1 Team      | HRT         | Cosworth CA2010   | F110    | Bruno Senna | 1–9, 11–19         |              |
| Sauber C29        | BMW Sauber F1 Team           | BMW Sauber  | Ferrari 056       | C29     | 22          | Pedro de la Rosa   | 1–14         |
| Sauber C29        | BMW Sauber F1 Team           | BMW Sauber  | Ferrari 056       | C29     | 22          | Nick Heidfeld      | 15–19        |
| Sauber C29        | BMW Sauber F1 Team           | BMW Sauber  | Ferrari 056       | C29     | 23          | Kamui Kobayashi    | Toate        |
| Virgin VR-01      | Virgin Racing                | Virgin      | Cosworth CA2010   | VR-01   | 24          | Timo Glock         | Toate        |
| Virgin VR-01      | Virgin Racing                | Virgin      | Cosworth CA2010   | VR-01   | 25          | Lucas di Grassi    | Toate        |

## Calendar

Națiunile care au găzduit curse de Formula 1 în 2010 sunt arătate în verde. Națiunile care au găzduit curse de Formula 1 în trecut sunt arătate în gri închis

Pe 21 septembrie 2009, calendarul provizoriu din 2010 a fost emis de Consiliul Mondial al Sporturilor cu Automobile, care conține 19 curse, urmat de un al doilea calendar provizoriu, care a avut datele de desfășurare interschimbate ale Marele lor Premii de la Abu Dhabi și cel al Braziliei. Calendarul final a fost lansat pe 11 decembrie 2009.
| 1.                                             | 2.                                                  | 3.                                                   | 4.                                       |
| ---------------------------------------------- | --------------------------------------------------- | ---------------------------------------------------- | ---------------------------------------- |
| Marele Premiu al Bahrainului 12-14 martie      | Marele Premiu al Australiei 26-28 martie            | Marele Premiu al Malaysiei 2-4 aprilie               | Marele Premiu al Chinei 16-18 aprilie    |
| Sakhir (P)                                     | Albert Park (S)                                     | Sepang (P)                                           | Shanghai (P)                             |
| 5.                                             | 6.                                                  | 7.                                                   | 8.                                       |
| Marele Premiu al Spaniei 7-9 mai               | Marele Premiu al Principatului Monaco 13, 15-16 mai | Marele Premiu al Turciei 28-30 mai                   | Marele Premiu al Canadei 11-13 iunie     |
| Catalunya (P)                                  | Monaco (S)                                          | Istanbul Park (P)                                    | Gilles Villeneuve (S)                    |
| 9.                                             | 10.                                                 | 11.                                                  | 12.                                      |
| Marele Premiu al Europei 25-27 iunie           | Marele Premiu al Marii Britanii 9-11 iulie          | Marele Premiu al Germaniei 23-25 iulie               | Marele Premiu al Ungariei 30 iul-1 aug   |
| Valencia (S)                                   | Silverstone (P)                                     | Hockenheimring (P)                                   | Hungaroring (P)                          |
| 13.                                            | 14.                                                 | 15.                                                  | 16.                                      |
| Marele Premiu al Belgiei 27-29 august          | Marele Premiu al Italiei 10-12 septembrie           | Marele Premiu al statului Singapore 24-26 septembrie | Marele Premiu al Japoniei 8-10 octombrie |
| Spa-Francorchamps (P)                          | Monza (P)                                           | Marina Bay (S)                                       | Suzuka (P)                               |
| 17.                                            | 18.                                                 | 19.                                                  |                                          |
| Marele Premiu al Coreei de Sud 22-24 octombrie | Marele Premiu al Braziliei 5-7 noiembrie            | Marele Premiu de la Abu Dhabi 12-14 noiembrie        |                                          |
| Yeongam (P)                                    | Interlagos (P)                                      | Yas Marina (P)                                       |                                          |
| (P) - pistă; (S) - stradă.                     |                                                     |                                                      |                                          |

## Rezultate și clasamente

### Marile Premii
| Etapa | Mare Premiu                | Pole position    | Cel mai rapid tur | Pilotul câștigător | Constructorul câștigător | Raport | Lider | Lider |
| Etapa | Mare Premiu                | Pole position    | Cel mai rapid tur | Pilotul câștigător | Constructorul câștigător | Raport | Pilot | Dif.  |
| ----- | -------------------------- | ---------------- | ----------------- | ------------------ | ------------------------ | ------ | ----- | ----- |
| 1     | MP al Bahrainului          | Sebastian Vettel | Fernando Alonso   | Fernando Alonso    | Ferrari                  | Raport | ALO   | 7     |
| 2     | MP al Australiei           | Sebastian Vettel | Mark Webber       | Jenson Button      | McLaren-Mercedes         | Raport | ALO   | 4     |
| 3     | MP al Malaysiei            | Mark Webber      | Mark Webber       | Sebastian Vettel   | RBR-Renault              | Raport | MAS   | 2     |
| 4     | MP al Chinei               | Sebastian Vettel | Lewis Hamilton    | Jenson Button      | McLaren-Mercedes         | Raport | BUT   | 10    |
| 5     | MP al Spaniei              | Mark Webber      | Lewis Hamilton    | Mark Webber        | RBR-Renault              | Raport | BUT   | 3     |
| 6     | MP al Principatului Monaco | Mark Webber      | Sebastian Vettel  | Mark Webber        | RBR-Renault              | Raport | WEB   | 0     |
| 7     | MP al Turciei              | Mark Webber      | Vitali Petrov     | Lewis Hamilton     | McLaren-Mercedes         | Raport | WEB   | 5     |
| 8     | MP al Canadei              | Lewis Hamilton   | Robert Kubica     | Lewis Hamilton     | McLaren-Mercedes         | Raport | HAM   | 3     |
| 9     | MP al Europei              | Sebastian Vettel | Jenson Button     | Sebastian Vettel   | RBR-Renault              | Raport | HAM   | 6     |
| 10    | MP al Marii Britanii       | Sebastian Vettel | Fernando Alonso   | Mark Webber        | RBR-Renault              | Raport | HAM   | 12    |
| 11    | MP al Germaniei            | Sebastian Vettel | Sebastian Vettel  | Fernando Alonso    | Ferrari                  | Raport | HAM   | 14    |
| 12    | MP al Ungariei             | Sebastian Vettel | Sebastian Vettel  | Mark Webber        | RBR-Renault              | Raport | WEB   | 4     |
| 13    | MP al Belgiei              | Mark Webber      | Lewis Hamilton    | Lewis Hamilton     | McLaren-Mercedes         | Raport | HAM   | 3     |
| 14    | MP al Italiei              | Fernando Alonso  | Fernando Alonso   | Fernando Alonso    | Ferrari                  | Raport | WEB   | 5     |
| 15    | MP al statului Singapore   | Fernando Alonso  | Fernando Alonso   | Fernando Alonso    | Ferrari                  | Raport | WEB   | 11    |
| 16    | MP al Japoniei             | Sebastian Vettel | Mark Webber       | Sebastian Vettel   | RBR-Renault              | Raport | WEB   | 14    |
| 17    | MP al Coreei de Sud        | Sebastian Vettel | Fernando Alonso   | Fernando Alonso    | Ferrari                  | Raport | ALO   | 11    |
| 18    | MP al Braziliei            | Nico Hülkenberg  | Lewis Hamilton    | Sebastian Vettel   | RBR-Renault              | Raport | ALO   | 8     |
| 19    | MP de la Abu Dhabi         | Sebastian Vettel | Lewis Hamilton    | Sebastian Vettel   | RBR-Renault              | Raport | VET   | 4     |

### Sistemul de punctaj
Punctele sunt acordate primilor zece piloți care au terminat în fiecare cursă, folosind următoarea structură:
| Loc    | 1  | 2  | 3  | 4  | 5  | 6 | 7 | 8 | 9 | 10 |
| Puncte | 25 | 18 | 15 | 12 | 10 | 8 | 6 | 4 | 2 | 1  |

Pentru a obține toate punctele, câștigătorul cursei trebuie să termine cel puțin 75% din distanța programată. Jumătate de puncte sunt acordate dacă câștigătorul cursei termină mai puțin de 75% din distanță, cu condiția terminării a cel puțin două tururi complete. În cazul de egalitate la încheierea campionatului, se folosește un sistem de numărătoare, cel mai bun rezultat fiind folosit pentru a decide clasamentul final.
Note
- ^1 - În cazul în care nu sunt încheiate două tururi complete, nu se acordă nici un punct și cursa este abandonată.
- ^2 - În cazul în care doi sau mai mulți piloți realizează același cel mai bun rezultat de un număr egal de ori, se va folosi următorul cel mai bun rezultat. Dacă doi sau mai mulți piloți vor avea un număr egal de rezultate de un număr egal de ori, FIA va nominaliza câștigătorul conform unor criterii pe care le va considera potrivite.

### Clasament Campionatul Mondial al Piloților
| Poz. | Pilot              | BHR | AUS | MAL  | CHN | ESP  | MON | TUR | CAN | EUR | GBR | GER  | HUN  | BEL | ITA  | SIN  | JPN | KOR | BRA | ABU | Pct.   |
| Poz. | Pilot              |     |     |      |     |      |     |     |     |     |     |      |      |     |      |      |     |     |     |     | Pct.   |
| ---- | ------------------ | --- | --- | ---- | --- | ---- | --- | --- | --- | --- | --- | ---- | ---- | --- | ---- | ---- | --- | --- | --- | --- | ------ |
| 1    | Sebastian Vettel   | 4P  | AbP | 1    | 6P  | 3    | 2R  | Ab  | 4   | 1P  | 7P  | 3P R | 3P R | 15  | 4    | 2    | 1P  | AbP | 1   | 1P  | 256    |
| 2    | Fernando Alonso    | 1R  | 4   | 13*  | 4   | 2    | 6   | 8   | 3   | 8   | 14R | 1    | 2    | Ab  | 1P R | 1P R | 3   | 1R  | 3   | 7   | 252    |
| 3    | Mark Webber        | 8   | 9R  | 2P R | 8   | 1P   | 1P  | 3P  | 5   | Ab  | 1   | 6    | 1    | 2P  | 6    | 3    | 2R  | Ab  | 2   | 8   | 242    |
| 4    | Lewis Hamilton     | 3   | 6   | 6    | 2R  | 14*R | 5   | 1   | 1P  | 2   | 2   | 4    | Ab   | 1R  | Ab   | Ab   | 5   | 2   | 4R  | 2R  | 240    |
| 5    | Jenson Button      | 7   | 1   | 8    | 1   | 5    | Ab  | 2   | 2   | 3R  | 4   | 5    | 8    | Ab  | 2    | 4    | 4   | 12  | 5   | 3   | 214    |
| 6    | Felipe Massa       | 2   | 3   | 7    | 9   | 6    | 4   | 7   | 15  | 11  | 15  | 2    | 4    | 4   | 3    | 8    | Ab  | 3   | 15  | 10  | 144    |
| 7    | Nico Rosberg       | 5   | 5   | 3    | 3   | 13   | 7   | 5   | 6   | 10  | 3   | 8    | Ab   | 6   | 5    | 5    | 17* | Ab  | 6   | 4   | 142    |
| 8    | Robert Kubica      | 11  | 2   | 4    | 5   | 8    | 3   | 6   | 7R  | 5   | Ab  | 7    | Ab   | 3   | 8    | 7    | Ab  | 5   | 9   | 5   | 136    |
| 9    | Michael Schumacher | 6   | 10  | Ab   | 10  | 4    | 12  | 4   | 11  | 15  | 9   | 9    | 11   | 7   | 9    | 13   | 6   | 4   | 7   | Ab  | 72     |
| 10   | Rubens Barrichello | 10  | 8   | 12   | 12  | 9    | Ab  | 14  | 14  | 4   | 5   | 12   | 10   | Ab  | 10   | 6    | 9   | 7   | 14  | 12  | 47     |
| 11   | Adrian Sutil       | 12  | Ab  | 5    | 11  | 7    | 8   | 9   | 10  | 6   | 8   | 17   | Ab   | 5   | 16   | 9    | Ab  | Ab  | 12  | 13  | 47     |
| 12   | Kamui Kobayashi    | Ab  | Ab  | Ab   | Ab  | 12   | Ab  | 10  | Ab  | 7   | 6   | 11   | 9    | 8   | Ab   | Ab   | 7   | 8   | 10  | 14  | 32     |
| 13   | Vitali Petrov      | Ab  | Ab  | Ab   | 7   | 11   | 13* | 15R | 17  | 14  | 13  | 10   | 5    | 9   | 13   | 11   | Ab  | Ab  | 16  | 6   | 27     |
| 14   | Nico Hülkenberg    | 14  | Ab  | 10   | 15  | 16   | Ab  | 17  | 13  | Ab  | 10  | 13   | 6    | 14  | 7    | 10   | Ab  | 10  | 8P  | 16  | 22     |
| 15   | Vitantonio Liuzzi  | 9   | 7   | Ab   | Ab  | 15*  | 9   | 13  | 9   | 16  | 11  | 16   | 13   | 10  | 12   | Ab   | Ab  | 6   | Ab  | Ab  | 21     |
| 16   | Sébastien Buemi    | 16* | Ab  | 11   | Ab  | Ab   | 10  | 16  | 8   | 9   | 12  | Ab   | 12   | 12  | 11   | 14   | 10  | Ab  | 13  | 15  | 8      |
| 17   | Pedro de la Rosa   | Ab  | 12  | NS   | Ab  | Ab   | Ab  | 11  | Ab  | 12  | Ab  | 14   | 7    | 11  | 14   |      |     |     |     |     | 6      |
| 18   | Nick Heidfeld      |     |     |      |     |      |     |     |     |     |     |      |      |     |      | Ab   | 8   | 9   | 17  | 11  | 6      |
| 19   | Jaime Alguersuari  | 13  | 11  | 9    | 13  | 10   | 11  | 12  | 12  | 13  | Ab  | 15   | Ab   | 13  | 15   | 12   | 11  | 11  | 11  | 9   | 5      |
| 20   | Heikki Kovalainen  | 15  | 13  | NC   | 14  | NS   | Ab  | Ab  | 16  | Ab  | 17  | Ab   | 14   | 16  | 18   | 16*  | 12  | 13  | 18  | 17  | 0      |
| 21   | Jarno Trulli       | 17* | NS  | 17   | Ab  | 17   | 15* | Ab  | Ab  | 21  | 16  | Ab   | 15   | 19  | Ab   | Ab   | 13  | Ab  | 19  | 21* | 0      |
| 22   | Karun Chandhok     | Ab  | 14  | 15   | 17  | Ab   | 14* | 20* | 18  | 18  | 19  |      |      |     |      |      |     |     |     |     | 0      |
| 23   | Bruno Senna        | Ab  | Ab  | 16   | 16  | Ab   | Ab  | Ab  | Ab  | 20  |     | 19   | 17   | Ab  | Ab   | Ab   | 15  | 14  | 21  | 19  | 0      |
| 24   | Lucas di Grassi    | Ab  | Ab  | 14   | Ab  | 19   | Ab  | 19  | 19  | 17  | Ab  | Ab   | 18   | 17  | 20*  | 15   | NS  | Ab  | NC  | 18  | 0      |
| 25   | Timo Glock         | Ab  | Ab  | Ab   | NS  | 18   | Ab  | 18  | Ab  | 19  | 18  | 18   | 16   | 18  | 17   | Ab   | 14  | Ab  | 20  | Ab  | 0      |
| 26   | Sakon Yamamoto     |     |     |      |     |      |     |     |     |     | 20  | Ab   | 19   | 20  | 19   |      | 16  | 15  |     |     | 0      |
| 27   | Christian Klien    |     |     |      |     |      |     |     |     |     |     |      |      |     |      | Ab   |     |     | 22  | 20  | 0      |
| Poz. | Pilot              | BHR | AUS | MAL  | CHN | ESP  | MON | TUR | CAN | EUR | GBR | GER  | HUN  | BEL | ITA  | SIN  | JPN | KOR | BRA | ABU | Puncte |

| Legendă      | Legendă                                                |
| Culoare      | Rezultat                                               |
| ------------ | ------------------------------------------------------ |
| Auriu        | Câștigător                                             |
| Argintiu     | Locul 2                                                |
| Bronz        | Locul 3                                                |
| Verde        | Alte locuri care punctează                             |
| Albastru     | Alte locuri                                            |
| Albastru     | Nu s-a clasat, dar a terminat cursa (NC)               |
| Purpuriu     | A abandonat cursa (Ab)                                 |
| Negru        | Descalificat (DSC)                                     |
| Alb          | Nu a luat startul (NS)                                 |
| Roșu         | Nu s-a calificat (NSC)                                 |
| Fără culoare | Retras înainte de calificări (Ret)                     |
| Fără culoare | Exclus (EX)                                            |
| Fără culoare | Nu a participat (celulă goală)                         |
| Adnotare     | Însemnătate                                            |
| P            | Pole position                                          |
| R            | Cel mai rapid tur                                      |
| *            | Nu a terminat, dar a parcurs mai mult de 90% din cursă |

### Clasament Campionatul Mondial al Constructorilor
| Poz. | Constructor          | BHR | AUS | MAL  | CHN | ESP  | MON | TUR | CAN | EUR | GBR | GER  | HUN  | BEL | ITA  | SIN  | JPN | KOR | BRA | ABU | Pct.   |
| Poz. | Constructor          |     |     |      |     |      |     |     |     |     |     |      |      |     |      |      |     |     |     |     | Pct.   |
| ---- | -------------------- | --- | --- | ---- | --- | ---- | --- | --- | --- | --- | --- | ---- | ---- | --- | ---- | ---- | --- | --- | --- | --- | ------ |
| 1    | RBR-Renault          | 4P  | 9R  | 1    | 6P  | 1P   | 1P  | 3P  | 4   | 1P  | 1   | 3P R | 1    | 2P  | 4    | 2    | 1P  | AbP | 1   | 1P  | 498    |
| 1    | RBR-Renault          | 8   | AbP | 2P R | 8   | 3    | 2R  | Ab  | 5   | Ab  | 7P  | 6    | 3P R | 15  | 6    | 3    | 2R  | Ab  | 2   | 8   | 498    |
| 2    | McLaren-Mercedes     | 3   | 1   | 6    | 1   | 5    | 5   | 1   | 1P  | 2   | 2   | 4    | 8    | 1R  | 2    | 4    | 4   | 2   | 4R  | 2R  | 454    |
| 2    | McLaren-Mercedes     | 7   | 6   | 8    | 2R  | 14*R | Ab  | 2   | 2   | 3R  | 4   | 5    | Ab   | Ab  | Ab   | Ab   | 5   | 12  | 5   | 3   | 454    |
| 3    | Ferrari              | 1R  | 3   | 7    | 4   | 2    | 4   | 7   | 3   | 8   | 14R | 1    | 2    | 4   | 1P R | 1P R | 3   | 1R  | 3   | 7   | 396    |
| 3    | Ferrari              | 2   | 4   | 13*  | 9   | 6    | 6   | 8   | 15  | 11  | 15  | 2    | 4    | Ab  | 3    | 8    | Ab  | 3   | 15  | 10  | 396    |
| 4    | Mercedes GP          | 5   | 5   | 3    | 3   | 4    | 7   | 4   | 6   | 10  | 3   | 8    | 11   | 6   | 5    | 5    | 6   | 4   | 6   | 4   | 214    |
| 4    | Mercedes GP          | 6   | 10  | Ab   | 10  | 13   | 12  | 5   | 11  | 15  | 9   | 9    | Ab   | 7   | 9    | 13   | 17* | Ab  | 7   | Ab  | 214    |
| 5    | Renault              | 11  | 2   | 4    | 5   | 8    | 3   | 6   | 7R  | 5   | 13  | 7    | 5    | 3   | 8    | 7    | Ab  | 5   | 9   | 5   | 163    |
| 5    | Renault              | Ab  | Ab  | Ab   | 7   | 11   | 13* | 15R | 17  | 14  | Ab  | 10   | Ab   | 9   | 13   | 11   | Ab  | Ab  | 16  | 6   | 163    |
| 6    | Williams-Cosworth    | 10  | 8   | 10   | 12  | 9    | Ab  | 14  | 14  | 4   | 5   | 12   | 10   | 14  | 7    | 6    | 9   | 7   | 8P  | 12  | 69     |
| 6    | Williams-Cosworth    | 14  | Ab  | 12   | 15  | 16   | Ab  | 17  | 13  | Ab  | 10  | 13   | 6    | Ab  | 10   | 10   | Ab  | 10  | 14  | 16  | 69     |
| 7    | Force India-Mercedes | 9   | 7   | 5    | 11  | 7    | 8   | 9   | 10  | 6   | 8   | 16   | 13   | 5   | 12   | 9    | Ab  | 6   | 12  | 13  | 68     |
| 7    | Force India-Mercedes | 12  | Ab  | Ab   | Ab  | 15*  | 9   | 13  | 9   | 16  | 11  | 17   | Ab   | 10  | 16   | Ab   | Ab  | Ab  | Ab  | Ab  | 68     |
| 8    | BMW Sauber-Ferrari   | Ab  | 12  | Ab   | Ab  | 12   | Ab  | 10  | Ab  | 7   | 6   | 11   | 7    | 8   | 14   | Ab   | 7   | 8   | 10  | 11  | 44     |
| 8    | BMW Sauber-Ferrari   | Ab  | Ab  | NS   | Ab  | Ab   | Ab  | 11  | Ab  | 12  | Ab  | 14   | 9    | 11  | Ab   | Ab   | 8   | 9   | 17  | 14  | 44     |
| 9    | STR-Ferrari          | 13  | 11  | 9    | 13  | 10   | 10  | 12  | 8   | 9   | 12  | 15   | 12   | 12  | 11   | 12   | 10  | 11  | 11  | 9   | 13     |
| 9    | STR-Ferrari          | 16* | Ab  | 11   | Ab  | Ab   | 11  | 16  | 12  | 13  | Ab  | Ab   | Ab   | 13  | 15   | 14   | 11  | Ab  | 13  | 15  | 13     |
| 10   | Lotus-Cosworth       | 15  | 13  | 17   | 14  | 17   | 15* | Ab  | 16  | 21  | 16  | Ab   | 14   | 16  | 18   | 16*  | 12  | 13  | 18  | 17  | 0      |
| 10   | Lotus-Cosworth       | 17* | NS  | NC   | Ab  | NS   | Ab  | Ab  | Ab  | Ab  | 17  | Ab   | 15   | 19  | Ab   | Ab   | 13  | Ab  | 19  | 21* | 0      |
| 11   | HRT-Cosworth         | Ab  | 14  | 15   | 16  | Ab   | 14* | 20* | 18  | 18  | 19  | 19   | 17   | 20  | 19   | Ab   | 15  | 14  | 21  | 19  | 0      |
| 11   | HRT-Cosworth         | Ab  | Ab  | 16   | 17  | Ab   | Ab  | Ab  | Ab  | 20  | 20  | Ab   | 19   | Ab  | Ab   | Ab   | 16  | 15  | 22  | 20  | 0      |
| 12   | Virgin-Cosworth      | Ab  | Ab  | 14   | Ab  | 18   | Ab  | 18  | 19  | 17  | 18  | 18   | 16   | 17  | 17   | 15   | 14  | Ab  | 20  | 18  | 0      |
| 12   | Virgin-Cosworth      | Ab  | Ab  | Ab   | NS  | 19   | Ab  | 19  | Ab  | 19  | Ab  | Ab   | 18   | 18  | 20   | Ab   | NS  | Ab  | NC  | Ab  | 0      |
| Poz. | Constructor          | BHR | AUS | MAL  | CHN | ESP  | MON | TUR | CAN | EUR | GBR | GER  | HUN  | BEL | ITA  | SIN  | JPN | KOR | BRA | ABU | Puncte |

| Legendă      | Legendă                                                |
| Culoare      | Rezultat                                               |
| ------------ | ------------------------------------------------------ |
| Auriu        | Câștigător                                             |
| Argintiu     | Locul 2                                                |
| Bronz        | Locul 3                                                |
| Verde        | Alte locuri care punctează                             |
| Albastru     | Alte locuri                                            |
| Albastru     | Nu s-a clasat, dar a terminat cursa (NC)               |
| Purpuriu     | A abandonat cursa (Ab)                                 |
| Negru        | Descalificat (DSC)                                     |
| Alb          | Nu a luat startul (NS)                                 |
| Roșu         | Nu s-a calificat (NSC)                                 |
| Fără culoare | Retras înainte de calificări (Ret)                     |
| Fără culoare | Exclus (EX)                                            |
| Fără culoare | Nu a participat (celulă goală)                         |
| Adnotare     | Însemnătate                                            |
| P            | Pole position                                          |
| R            | Cel mai rapid tur                                      |
| *            | Nu a terminat, dar a parcurs mai mult de 90% din cursă |

| Tabelul liderilor campionatului | Tabelul liderilor campionatului | Tabelul liderilor campionatului |
| MP                              | Liderul campionatului           | Dif.                            |
| ------------------------------- | ------------------------------- | ------------------------------- |
| BHR                             | Ferrari                         | 22                              |
| AUS                             | Ferrari                         | 16                              |
| MYS                             | Ferrari                         | 10                              |
| CHN                             | McLaren                         | 19                              |
| ESP                             | McLaren                         | 3                               |
| MCO                             | RBR                             | 20                              |
| TUR                             | McLaren                         | 1                               |
| CAN                             | McLaren                         | 22                              |
| EUR                             | McLaren                         | 30                              |
| GBR                             | McLaren                         | 29                              |
| DEU                             | McLaren                         | 28                              |
| HUN                             | RBR                             | 8                               |
| BEL                             | RBR                             | 1                               |
| ITA                             | RBR                             | 3                               |
| SGP                             | RBR                             | 24                              |
| JPN                             | RBR                             | 45                              |
| KOR                             | RBR                             | 27                              |
| BRA                             | RBR                             | 48                              |
| ABU                             | RBR                             | 44                              |

Note:
- Pozițiile sunt sortate după cel mai bun rezultat, rândurile nefiind legate de piloți. În caz de egalitate de puncte, cele mai bune poziții obținute au determinat rezultatul.